# 山王川橋梁 (会津鉄道会津線)

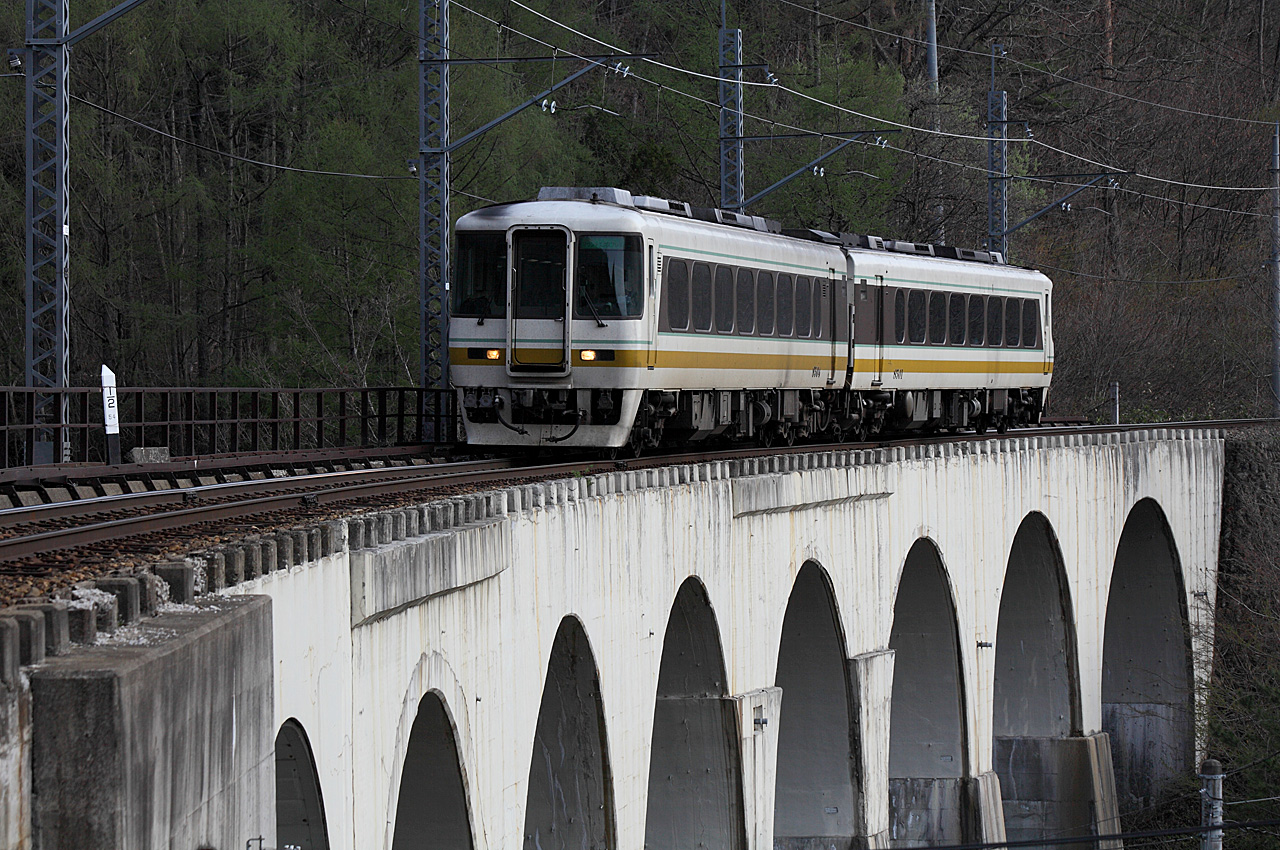
山王川橋梁を渡る会津鉄道8500系気動車。

山王川橋梁（さんのうがわきょうりょう）は、福島県南会津郡南会津町の山王川に架かる会津鉄道会津線の鉄道橋である。
山王川拱橋（さんのうがわきょうきょう）とも呼ばれている。

## 概要
国鉄会津線（現・会津鉄道会津線）の荒海駅（現会津荒海駅） - 会津滝ノ原駅（現会津高原尾瀬口駅）間の延伸工事に伴って1953年（昭和28年）に完成した。糸沢駅（現七ヶ岳登山口駅） - 会津滝ノ原駅間の国道121号および阿賀川（大川）支流である山王川に架かる全長100mの橋梁である。高さは約10mあり、緩やかなカーブを描いている。橋梁自体には15‰の勾配があるため、60km/hの制限速度がある。会津鉄道では通常「めがね橋」と呼んでいる。

## 構造

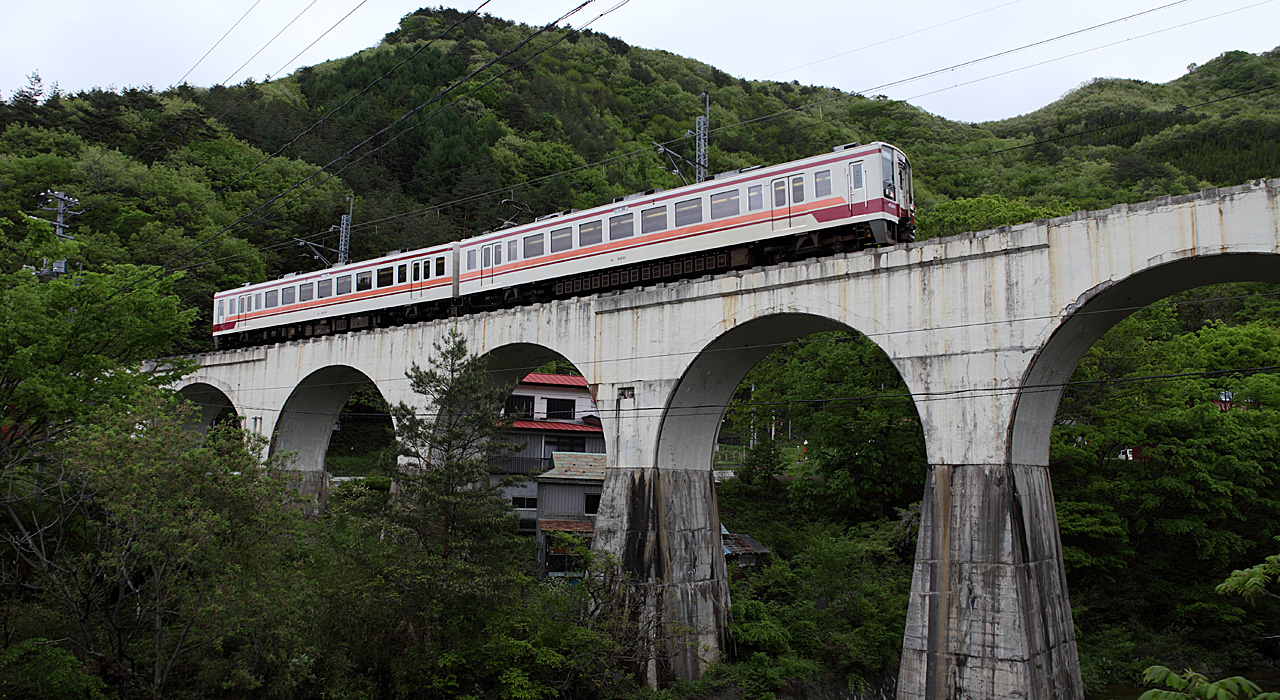
山王川橋梁を渡る会津鉄道6050系電車。

鉄筋コンクリート製の単線上路9連アーチ橋の形式である。なお、本橋梁は2つの部分からできており、会津田島方には長さ約12mのプレートガーターの日光街道架道橋がある。
コンクリート・アーチ橋の採用は、建設当時は戦後の資材不足により、鉄鋼材の不足や工事費を抑えるために、現地で採れる砂利や砂を使って作れることに着目したためである。また、コンクリートには鉄筋の代わりに竹筋を使用した竹筋コンクリートとの噂もあったが、電化の際の調査では竹筋は確認できなかった。
1990年（平成2年）には、会津田島駅 - 会津高原駅（現会津高原尾瀬口駅）間の電化に伴い、架線柱および架線が設置されている。

## 周辺
- 国道121号
- 国道352号
- 荒海川